# Anosia dilucida
Anosia dilucida är en fjärilsart som beskrevs av Forbes 1939. Anosia dilucida ingår i släktet Anosia och familjen praktfjärilar. Inga underarter finns listade i Catalogue of Life.